# Noëlla
Noëlla is een Franse meisjesnaam. De mannelijke variant van de naam is Noël.
De naam is afkomstig van het Franse woord noël dat kerstmis betekent. 
Varianten van deze voornaam zijn Noella, Nöella, Noélla, Noêlla, Noelle en Noèla.

## Bekende naamdraagsters
- Noëlla Champagne, Canadese politica uit Quebec
- Noëlla Cousaris, Brits model
- Noëlla Dussart, Franse actrice
- Noëlla Elpers, Belgische jeugdauteur
- Noëlla Marcellino, Amerikaanse benedictine non
- Noëlla Pontois, Franse danseres
- Noëlla Roos, Nederlandse schilderes
- Noëlla Simone, Belgisch model
- Noelle Barahona, Chileense alpineskiester
- Noëlle Cordier, Franse zangeres
- Noelle Parker, Amerikaanse actrice
- Noëlle Smit, Nederlandse illustrator